# Loreto Verrocchia
Loreto Verrocchia es un escultor y pintor contemporáneo nacido en Pescina, Italia, que vive y trabaja en Francia, donde llegó a la edad de 6 años.

## Datos biográficos
Loreto Verrocchia estudió artes plásticas en París y se centró en la pintura , asistiendo  a la Académie de la Grande Chaumière en Montparnasse. También ejerce la música y estuvo inscrito en dos conservatorios.

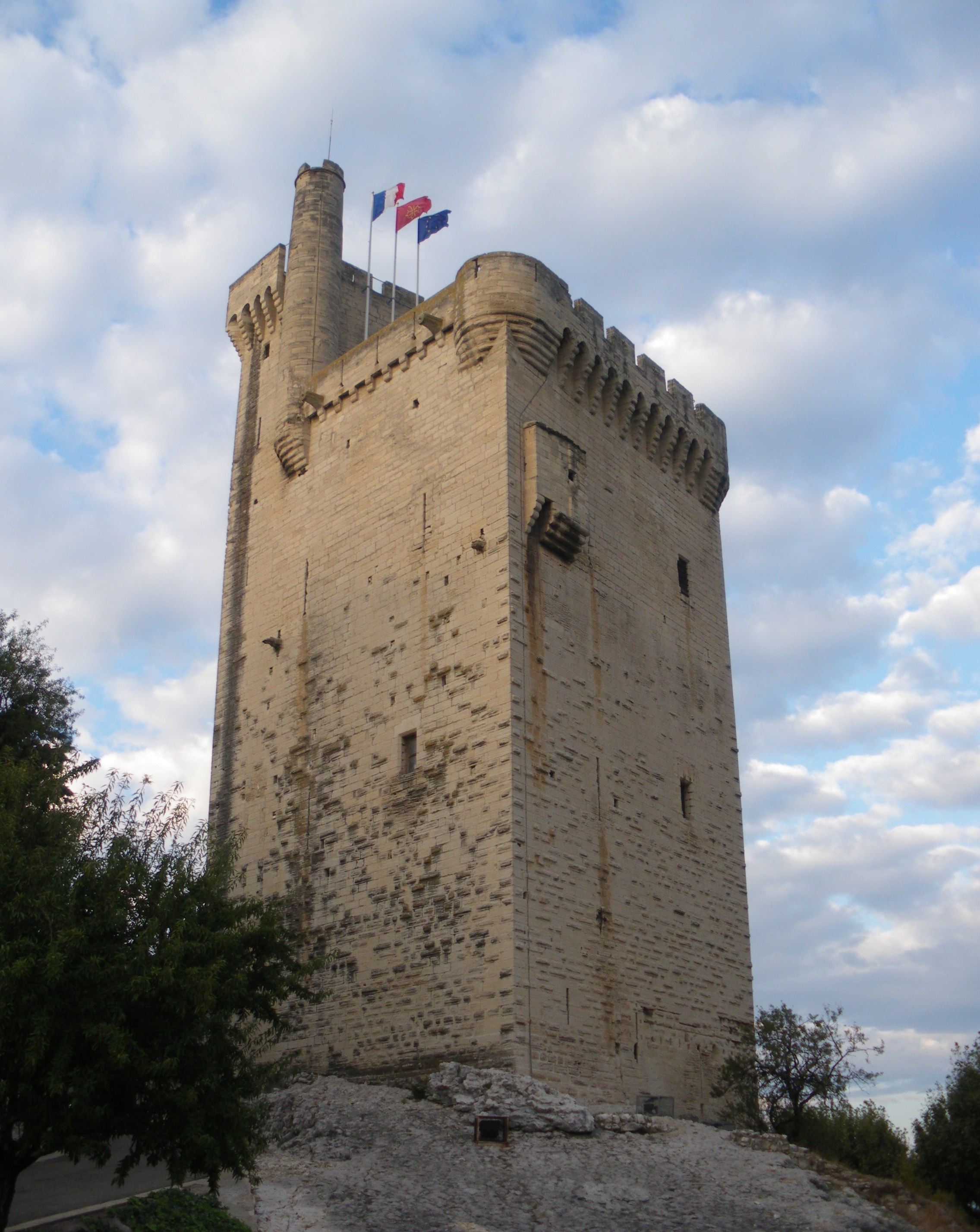
Aspecto externo de la Tour Philippe le Bel

En 1985 abandonó París por la Provenza y se estableció en Aviñón. Este fue un período de investigación incesante sobre la materia y el volumen.
En 1987 su obra giró hacia cierta abstracción, basada en la retención precaria de la primera visión de un modelo. Participó en una exposición colectiva en el Torre Philippe le Bel en Villeneuve-les-Avignon.
En 1988, trabajó en el grupo de investigación pictórica "migrantes" del que fue uno de los promotores, participando en la exposición colectiva "migrantes" en los Talleres de la Manutención de Aviñón.
En 1989, produjo un fresco monumental en Drome en las celebraciones del bicentenario de la Revolución Francesa.
En 1990, Loreto Verrocchia se embarcó en la investigación sobre la pintura urbana: trabajando  sobre el signo sobre la materia, las escrituras antropomorfas, los grabados rupestres, el grafiti, etc. El ciclo urbano de las pinturas fue expuesto en Aviñón el año 1991.
En 1992, participó en el concurso de escultura "The Forgotten d'Avignon" y crea una Virgen de la Esperanza. Ese mismo año tras su llegada a Languedoc, el volumen se tornó necesario para él y se convierte en esencial en su trabajo.
Obtuvo un taller en residencia en el convento de los franciscanos en Beziers durante 3 años.
En 1993, creó una instalación para el vestíbulo del teatro «  Qui est Qui », un trabajo sobre los paralelismos iniciáticos entre las corridas de toros, los francmasones y la ciudad, sobre cómo se mueven física e intelectualmente en estos tres mundos. Trabajó con el Zinc Théâtre  y diseñó la escenografía para una obra de teatro firmada por  G. Rouvière y N. Cashman. Ese mismo año creó su primera escultura monumental en metal en la Feria de Béziers: el Unicornio. "Un homenaje a la mujer, la belleza, la pureza." Un tema que se convertirá en recurrente en su obra.
En 1996, hizo un Pegaso y tres unicornios para colecciones privadas francesas .
En 1997 participó en la VI Bienal de Monte Carlo con un unicornio de 5 metros de altura. Esta escultura estuvo presentada al año siguiente en el estudio Tajan de Monte Carlo.
Desde 1999, sus caballos están en Gstaad, en Suiza. Se unieron a colecciones privadas en Francia, Suiza, Alemania, Gran Bretaña y Monte Carlo.
En el año 2000, se unió a la Galería Graal.
En 2002, la productora de Canal + le dedicó un documental en una serie dedicada a los amantes de los caballos.
En 2003 estableció su taller en Sète, con el apoyo de las autoridades de la ciudad.